# Hesperolpium
Hesperolpium es un género de arácnido del orden Pseudoscorpionida de la familia Olpiidae.

## Especies
Las especies de este género son:
- Hesperolpium andrewsi Muchmore, 1980
- Hesperolpium slevini (Chamberlin, 1923)